# Прісака (Вранча)
Прісака (рум. Prisaca) — село у повіті Вранча в Румунії. Входить до складу комуни Валя-Серій.
Село розташоване на відстані 166 км на північ від Бухареста, 37 км на північний захід від Фокшан, 109 км на північний захід від Галаца, 92 км на схід від Брашова.

## Населення
За даними перепису населення 2002 року у селі проживали 214 осіб, усі — румуни. Усі жителі села рідною мовою назвали румунську.